# Padang Bindu (Pasma Air Keruh)
Padang Bindu is een bestuurslaag in het regentschap Empat Lawang van de provincie Zuid-Sumatra, Indonesië. Padang Bindu telt 707 inwoners (volkstelling 2010).